# Francja na Letnich Igrzyskach Olimpijskich 1996
Francję na Letnich Igrzyskach Olimpijskich 1996 reprezentowało 299 sportowców, 197 mężczyzn i 102 kobiety w 23 dyscyplinach.

## Zdobyte medale
| Medal  | Zawodnik                                                               | Dyscyplina sportowa | Konkurencja                                                        | Rezultat                                                                                  |
| ------ | ---------------------------------------------------------------------- | ------------------- | ------------------------------------------------------------------ | ----------------------------------------------------------------------------------------- |
| Złoto  | Jean Galfione                                                          | Lekkoatletyka       | skok o tyczce mężczyzn                                             | 5,92 m                                                                                    |
| Złoto  | Marie-José Pérec                                                       | Lekkoatletyka       | Bieg na 200 m kobiet                                               | 22,12                                                                                     |
| Złoto  | Marie-José Pérec                                                       | Lekkoatletyka       | Bieg na 400 m kobiet                                               | 48,25                                                                                     |
| Złoto  | Frank Adisson Wilfrid Forgues                                          | Kajakarstwo         | kajakarstwo górskie – C-2 mężczyzn                                 | 158,82                                                                                    |
| Złoto  | Jeannie Longo-Ciprelli                                                 | Kolarstwo           | kolarstwo szosowe – Wyścig indywidualny ze startu wspólnego kobiet | 2:36,13                                                                                   |
| Złoto  | Félicia Ballanger                                                      | Kolarstwo           | kolarstwo torowe – Sprint kobiet                                   | W finale pokonała Michelle Ferris z Australii                                             |
| Złoto  | Nathalie Lancien                                                       | Kolarstwo           | kolarstwo torowe – Wyścig punktowy kobiet                          | 24 pkt                                                                                    |
| Złoto  | Florian Rousseau                                                       | Kolarstwo           | kolarstwo torowe – 1 km ze startu zatrzymanego mężczyzn            | 1:02,712 OR                                                                               |
| Złoto  | Christophe Capelle Philippe Ermenault Jean-Michel Monin Francis Moreau | Kolarstwo           | kolarstwo torowe – 4 km drużynowo na dochodzenie                   | 4:05,930                                                                                  |
| Złoto  | Laura Flessel-Colovic                                                  | Szermierka          | szpada indywidualnie kobiet                                        | W finale wygrała ze swoją rodaczką Lionel Plumenail 15:12                                 |
| Złoto  | Valérie Barlois Laura Flessel-Colovic Sophie Moressée-Pichot           | Szermierka          | szpada drużynowo kobiet                                            | W finale wygrały z reprezentantkami Włoch 45:33                                           |
| Złoto  | Djamel Bouras                                                          | Judo                | do 78 kg mężczyzn                                                  | W finale wygrał z reprezentantem Japonii Toshihiko Koga                                   |
| Złoto  | David Douillet                                                         | Judo                | powyżej 95 kg mężczyzn                                             | W finale wygrał z reprezentantem Hiszpanii Ernesto Pérez                                  |
| Złoto  | Marie-Claire Restoux                                                   | Judo                | do 52 kg kobiet                                                    | W finale wygrał z reprezentantką Korei Południowej Hyun Sook-hee                          |
| Złoto  | Jean-Pierre Amat                                                       | Strzelectwo         | Karabin małokalibrowy (trzy postawy) 50 m mężczyzn                 | 1273,9 pkt                                                                                |
| Srebro | Lionel Plumenail                                                       | Szermierka          | floret indywidualnie mężczyzn                                      | W finale przegrał z reprezentantem Włoch Alessandro Puccini 12:15                         |
| Srebro | Valérie Barlois                                                        | Szermierka          | szpada indywidualnie kobiet                                        | W finale przegrała ze swoją rodaczką Laurą Flessel-Colovic 12:15                          |
| Srebro | Jeannie Longo-Ciprelli                                                 | Kolarstwo           | kolarstwo szosowe – Wyścig indywidualny na czas kobiet             | 37:00                                                                                     |
| Srebro | Marion Clignet                                                         | Kolarstwo           | kolarstwo torowe – 3 km na dochodzenie kobiet                      | 3:38,571                                                                                  |
| Srebro | Philippe Ermenault                                                     | Kolarstwo           | kolarstwo torowe – 4 km na dochodzenie mężczyzn                    | 4:22,714                                                                                  |
| Srebro | Gilles Bosquet Daniel Fauché Bertrand Vecten Olivier Moncelet          | Wioślarstwo         | Czwórka bez sternika mężczyzn                                      | 6:07,03                                                                                   |
| Srebro | Ghani Yalouz                                                           | Zapasy              | do 68 kg w stylu klasycznym mężczyzn                               | W finale przegrał z reprezentantem Polski Ryszardem Wolnym                                |
| Brąz   | Patricia Girard-Léno                                                   | Lekkoatletyka       | Bieg na 110 m przez płotki kobiet                                  | 12,65                                                                                     |
| Brąz   | Patrice Estanguet                                                      | Kajakarstwo         | kajakarstwo górskie – C-1 mężczyzn                                 | 152,84 pkt                                                                                |
| Brąz   | Myriam Fox-Jerusalmi                                                   | Kajakarstwo         | kajakarstwo górskie – C-1 kobiet                                   | 171,00 pkt                                                                                |
| Brąz   | Miguel Martinez                                                        | Kolarstwo           | kolarstwo górskie – cross country mężczyzn                         | 2h:20,26                                                                                  |
| Brąz   | Alexandra Ledermann                                                    | Jeździectwo         | Skoki przez przeszkody indywidualnie                               | 4,00 pkt                                                                                  |
| Brąz   | Franck Boidin                                                          | Judo                | floret indywidualnie mężczyzn                                      | W pojedynku o trzecie miejsce wygrał z reprezentantem Niemiec Wolfgangiem Wienandem 15:11 |
| Brąz   | Jean-Michel Henry Robert Leroux Éric Srecki                            | Szermierka          | szpada drużynowo mężczyzn                                          | W pojedynku o trzecie miejsce wygrali z reprezentantami Niemiec 45:42                     |
| Brąz   | Damien Touya                                                           | Szermierka          | szabla indywidualnie mężczyzn                                      | W pojedynku o trzecie miejsce wygrał z reprezentantem Węgier Józsefem Navarretem 15:7     |
| Brąz   | Christophe Gagliano                                                    | Judo                | do 71 kg mężczyzn                                                  | [ 19 ]                                                                                    |
| Brąz   | Stéphane Traineau                                                      | Judo                | do 95 kg mężczyzn                                                  | [ 8 ]                                                                                     |
| Brąz   | Christine Cicot                                                        | Judo                | do 72 kg kobiet                                                    | [ 9 ]                                                                                     |
| Brąz   | Frédéric Kowal Samuel Barathay                                         | Wioślarstwo         | Dwójka podwójna mężczyzn                                           | 6:19,85                                                                                   |
| Brąz   | Michel Andrieux Jean-Christophe Rolland                                | Wioślarstwo         | Dwójka podwójna ze sternikiem mężczyzn                             | 6:22,15                                                                                   |
| Brąz   | Christine Gossé Hélène Cortin                                          | Wioślarstwo         | Dwójka podwójna ze sternikiem kobiet                               | 7:03,82                                                                                   |
| Brąz   | Jean-Pierre Amat                                                       | Strzelectwo         | Pistolet pneumatyczny 10 m mężczyzn                                | 693,1 pkt                                                                                 |